# GNOME
GNOME е графична среда с отворен код, ползвана от много Unix базирани системи.
Разработена е като алтернатива на графичната среда KDE.

## История
Проектът GNOME е стартиран през август 1997 от Мигел де Икаса и Федерико Мена в опит да се създаде десктоп с отворен код за ГНУ/Линукс операционните системи.
Дотогава единствената сериозна алтернатива за нетехнически потребители е било KDE. Но KDE е базирано на Qt библиотеките на Trolltech – софтуер, който не ползва лиценз за свободен софтуер и е несъвместим с GNU General Public License (GPL). Този проблем е частично решен с освобождаването на Qt под Q Public License (QPL) – лиценз за свободен софтуер, но все още несъвместим с GPL; и накрая е решено Qt да бъде реализиран и под QPL и под GPL. Подход, известен като двоен лиценз.
За основа на GNOME са избрани библиотеките GIMP Toolkit (GTK+). GTK+ използва GNU Lesser Public License (LGPL), лиценз за свободен софтуер, позволяващ свързването на приложения с какъвто и да е лиценз. Работната среда GNOME е лицензирана под LGPL за библиотеките и GPL за приложенията, които са част от самия GNOME проект.
Работната среда GNOME е написана на програмния език C. Налични са много свързвания, позволяващи GNOME приложения да бъдат написани на множество програмни езици, такива като C++, Ruby, C#, Python, Perl и много други.

## Цели
Според уеб-страницата на GNOME, проектът предоставя две неща:
- Работната среда GNOME – интуитивна и атрактивна работна среда за крайни потребители.
- Развойната платформа GNOME, разширена рамка за създаване на приложения, които да са интегрирани с останалата част на работната среда.

Работната среда GNOME набляга на простота, удобството и прави нещата „просто работещи“.
Основните акценти в разработката на GNOME са:
- Достъпност – проектиране и реализиране на работна среда, която може да бъде използвана от всеки, независимо от технически умения или физически недъзи.
- Интернационализиране – подсигуряване на достъпността на работната среда и приложенията на множество езици.
- Организираност – GNOME общността е добре организирана, с фондация от стотици членове, екипи за използваемост, достъпност и контрол на качеството, и с избираем борд. Екипът по версиите отговаря за реализирането на нова версия на всеки 6 месеца.
- Поддръжка – освен от общността, GNOME е поддържан от водещи компании, работещи с ГНУ/Линукс и Юникс, включително Хюлет-Пакард, Mandriva, Novell, Red Hat и Sun Microsystems.
- Общност – преди всичко друго, GNOME е световна общност от доброволци, които разработват, превеждат, тестват и проектират интерфейси.

## Приложения
Приложения включени по подразбиране в GNOME.
- Anjuta – интегрирана среда за разработка на компютърни програми.
- Epiphany – уеб браузър. Браузър по подразбиране.
- Evolution – клиент за електронна поща и органайзер.
- Empathy – софтуер за обмяна на съобщения.
- Gedit – прост текстов редактор.
- GIMP – усъвършенстван графичен редактор.
- Gnome Speech – гласов контрол и четене на екрана.
- Nautilus – файлов мениджър.
- Rhythmbox – приложение за управление на музика, подобно на Apple iTunes.
- File Roller – файлов архиватор.
- GNOME Display Manager – графичен вход в системата
- Evince – универсална програма за разглеждане на документи. Поддържа форматите PDF, Postscript, DjVu, TIFF, DVI и др.
- Eye of GNOME – програма за разглеждане на изображения
- F Spot – Мениджър на снимки
- Gnome Shell – приложение в най-новите версии на Gnome. То ви позволява да пускате любимите си приложения бързо и лесно.

## Версии
Всяка част от проекта GNOME си има собствен номер на версията и план на версиите. На всеки 6 месеца обаче се реализира нова стабилна версия на GNOME. По-долу са изброени именно стабилните реализации.
| Версия                                                   | Дата           | Информация |
| -------------------------------------------------------- | -------------- | --- |
|                                                          | Август 1997    | Обявена разработката на GNOME |
| 0.25                                                     | 1998/1997      | Drooling Macaque |
| 1.0                                                      | Март 1999      | Реализирана е първа главна версия на GNOME |
| 1.0.53                                                   | Октомври 1999  | „October“ |
| 1.2                                                      | Май 2000       | „Bongo“ |
| 1.4                                                      | Април 2001     | „Tranquility“ |
| 2.0 Архив на оригинала от 2011-03-21 в Wayback Machine.  | Юни 2002       | Големи промени касаещи преминаването към GTK2. Представяне на Human Interface Guidelines |
| 2.2 Архив на оригинала от 2011-03-15 в Wayback Machine.  | Февруари 2003  | Подобрения в мултимедията и файловия мениджър |
| 2.4 Архив на оригинала от 2011-01-17 в Wayback Machine.  | Септември 2003 | Уеб браузер Epiphany, поддръжка на технологията за достъпност от хора с увреждания |
| 2.6 Архив на оригинала от 2011-09-03 в Wayback Machine.  | Март 2004      | Вече всяка папка във файловия мениджър Nautilus се отваря в собствен прозорец. Нов вид на прозореца за избиране на файлове при програмите които ползват софтуерната библиотека GTK+. |
| 2.8 Архив на оригинала от 2011-04-05 в Wayback Machine.  | Септември 2004 | Подобрена поддръжка на преносими устройства, добавяне на Evolution |
| 2.10 Архив на оригинала от 2011-04-05 в Wayback Machine. | Март 2005      | Общи оптимизации, промяна във вътрешната архитектура на файловия мениджър Nautilus, нови аплети (монтиране на устройства, наблюдение на модем и кошче), добавяне на Totem и Sound Juicer |
| 2.12 Архив на оригинала от 2012-07-22 в Wayback Machine. | Септември 2005 | Нова графична тема по подразбиране, добавяне на дървовиден изглед във файловия мениджър Nautilus. Запомняне на копирания текст, дори приложението-източник да бъде затворено. Добавена е възможност за странични менюта в панелите, Totem (мултимедийният плеър) има страничен панел със списък на файловете за изпълнение. Търсенето в уеб браузъра Epiphany става чрез панел който се показва в долната част на прозореца. Добавен е контролен панел „За мен“, където потребителите могат да въведат своите данни, и те да бъдат налични в различни приложения. Настройките на мишката позволяват и промяна на вида на курсорите. Добавена е нова програма за преглед на документи – Evince. Направени са подобрения в Yelp, приложението в GNOME, което показва помощни файлове. Диалогът за търсене на файлове показва предварителни изображения, вместо само икони. |
| 2.14 Архив на оригинала от 2010-11-02 в Wayback Machine. | Март 2006      | Подобрения в терминалния емулатор и програма за преглеждане на системните дневници. Подобрено е търсенето на файлове – критериите за търсене се задават по-лесно, цели набори от критерии могат да бъдат запазвани като папка или върху работния плот. Програмата за разглеждане помощни текстове вече може да търси в man и info страниците. Ekiga, новото име на GnomeMeeting, вече поддържа SIP протокола. Подобрения в програмата за управление на прозорците Metacity. Универсална лента за търсене, промени при влизане в системата, защитено отдалечено свързване, бърза смяна на потребител, споделен календар в Evolution 2.6, по-добри отметки в Epiphany, текстовият редактор Gedit поддържа отдалечени файлове, лесно разглеждане на всички изображения в дадена папка чрез Eye of GNOME. За администраторите са добавени Pessulus – редактор на забраните и Sabayon – редактор на профили. Подобрена производителност поради използването на обновената софтуерната библиотека Glib. |
| 2.16 Архив на оригинала от 2011-11-14 в Wayback Machine. | Септември 2006 | Подобрения в производителността, добавено приложение за бележки Tomboy, анализатор на изразходваното дисково пространство Baobab, екранен четец Orca, управление на захранването, подобрения в Totem |
| 2.18 Архив на оригинала от 2011-03-10 в Wayback Machine. | Март 2007      | Подобрения в производителността, добавено е приложението за сигурност Seahorse GPG, позволяващо криптирането на електронна поща и локални файлове, анализаторът на изразходваното дисково пространство Baobab е разширен с пръстеновидна визуализация, извършени са подобрения в Evince, Epiphany и управлението на захранването. Добавени са две нови игри – Судоку и тримерен шах. |
| 2.20 Архив на оригинала от 2011-04-07 в Wayback Machine. | Септември 2007 | Юбилейна версия по случай десет години от началото на проекта. Добавена е функционалност за създаване на резервни копия в Evolution, подобрения в Epiphany, Eye of GNOME, управление на захранването и Seahorse. В Evince е добавена възможност да бъдат интерактивно попълвани PDF документи. Интегрирано търсене в диалозите на файловия мениджър. Автоматично инсталиране на мултимедийни кодеци. |
| 2.22 Архив на оригинала от 2008-06-01 в Wayback Machine. | Март 2008      | Добавени са приложението Cheese – инструмент за правене на снимки от уеб-камери, както и приложение за преглед на отдалечено работно място Vinagre. Базова поддръжка на композитни прозорци в Metacity. Въведена е GVFS. Подобрено е възпроизвеждането на DVD-видео и видео директно от YouTube, MythTV поддръжка в Totem. Интернационализиран аплет-часовник, поддръжка на Google Calendar и подпрозорци на съобщенията в Evolution. Подобрения в Evince, Tomboy, Sound Juicer и Calculator. |
| 2.24 Архив на оригинала от 2010-07-15 в Wayback Machine. | Септември 2008 | Включено е ново приложение за моментална обмяна на съобщения и видео разговори – Empathy. Нова версия на Ekiga – Ekiga 3.0. Добавени са подпрозорци и компактно подреждане на иконките в Nautilus. Подобрена е поддръжката на компютри с повече от един екран, както и поддръжката за дигитална телевизия. |
| 2.26 Архив на оригинала от 2009-06-18 в Wayback Machine. | Март 2009      | Нови програми – за записване на дискове Brasero, за настройка на звука и за разчитане на пръстови отпечатъци. Подобрения в мултимедийните програми, клиента за електронна поща Evolution, програмата за моментални съобщения и видео разговори Empathy, уеб браузъра Epiphany и програмата за настройка на екраните. Опростено е споделянето на файлове. |
| 2.28 Архив на оригинала от 2009-10-16 в Wayback Machine. | Септември 2009 | Epiphany вече използва WebKit, вместо Gecko. |
| 2.30 Архив на оригинала от 2011-08-19 в Wayback Machine. | Март 2010      | Подобрения във файловия мениджър Nautilus, приложението за незабавни съобщения Empathy. Браузърът Epiphany вече може да съхранява пароли. |
| 2.32 Архив на оригинала от 2012-12-22 в Wayback Machine. | Септември 2010 | Подобрения във Nautilus, Empathy и Evince. |
| 3.0 Архив на оригинала от 2013-01-27 в Wayback Machine.  | Април 2011     | Gnome Shell, GTK3 и др. |
| 3.2 Архив на оригинала от 2012-12-23 в Wayback Machine.  | Септември 2011 | Поддръжка на web приложения, online акаунти. Нови програми за контакти и документи и др. |
| 3.4                                                      | Март 2012      | Ново средство средство за търсене на документи Boxes. Уеб браузърът GNOME получи нов интерфейс, Нови менюта за приложения, които са разположени в вгорната лента. Видео разговори и нов анимиран фон. Epiphany, уеб браузърът GNOME, е преименуван на Web. Той получи нов интерфейс за 3.4, който включва преработена лента с инструменти и „супер меню“. Основният списък с контакти е подобрен, както и оформлението на данните за контакт. Disks е новото име на GNOME Disk Utility и тя извърши основен ремонт, има освежен интерфейс, и също така получи няколко нови функции. Друг инструмент, който обновихме, са Пароли и ключове. Той също така получи много по-изискан и елегантен потребителски интерфейс. Редица приложения, включително Documents, Web и Contacts, вече използват менютата на приложенията за това издание, и т.н. |
| 3.6                                                      |                | |
| 3.8                                                      |                | |
| 3.10                                                     |                | |
| 3.12                                                     |                | |
| 3.14                                                     |                | |
| 3.16                                                     |                | |
| 3.18                                                     |                | |
| 3.20                                                     |                | |
| 3.24                                                     |                | |
| 3.26                                                     |                | |
| 3.28                                                     |                | |
| 3.30                                                     |                | |
| 3.32                                                     |                | |
| 3.34                                                     |                | |
| 3.36                                                     |                | |

## Полезни адреси относно GNOME
- Официална страница на GNOME
- Новини относно GNOME
- GNOME на български Архив на оригинала от 2009-05-18 в Wayback Machine.
- Теми, тапети, икони
- GNOME софтуер Архив на оригинала от 2007-01-08 в Wayback Machine.
- Форуми Архив на оригинала от 2005-05-07 в Wayback Machine.

1. ↑  Introducing GNOME 48, “Bengaluru” //   19 март 2025 г. Посетен на 19 март 2025 г. (на английски)